# 왕흡
왕흡(王吸, ? ~ 기원전 180년)은 전한 초기의 군인이다. 개국공신 서열 14위로 청양후(淸陽侯)에 봉해졌다.

## 생애
중연(中涓)으로써 풍(豊) 땅에서부터 고제를 따랐고, 패상(霸上)에 이르러 기낭장(騎郞將)이 되었다. 한나라가 건국된 후 항우를 친 공로로 조나라 청하군의 청양 땅(지금의 허베이성 칭허현 동남)을 영토로 하는 청양후에 봉해졌고, 식읍 3,100호를 받았다.
고후 8년(기원전 180년)에 죽으니 시호를 정(定)이라 하였고, 작위는 아들 왕강이 이었다.

## 출전
- 사마천, 『사기』 권18 고조공신후자연표(高祖功臣侯者年表)

|  | 전한의 청양후 기원전 201년 ~ 기원전 180년 | 후임 아들 청양애후 왕강 |